# Joanna Burzyńska
Joanna Burzyńska (Drygały, 26 de julio de 1968) es una deportista polaca que compitió en vela en la clase Mistral. Ganó una medalla de plata en el Campeonato Europeo de Mistral de 1993.

## Palmarés internacional
| \| Campeonato Europeo \| Campeonato Europeo \| Campeonato Europeo \| Campeonato Europeo \| \| Año \| Lugar \| Medalla \| Clase \| \| ------------------ \| -------------------- \| ------------------ \| ------------------ \| \| 1993 \| Nieuwpoort (Bélgica) \| Medalla de plata \| Mistral \| |                      |                  |         |
| Campeonato Europeo |                      |                  |         |
| Año | Lugar                | Medalla          | Clase   |
| 1993 | Nieuwpoort (Bélgica) | Medalla de plata | Mistral |